# Georg Matthäus Vischer
Georg Matthaeus Vischer (Wenns (Tirol), 1628. április 22. – Linz, 1696. december 13.) osztrák katolikus pap, topográfus, metszetkészítő.
Vallási hivatása ellenére a földrajztudomány és a földmérés volt az igazi foglalkozása. A földesurak megbízásából térképeket készített; városokat, kastélyokat, palotákat és kolostorokat rajzolt meg Alsó-Ausztria, Felső-Ausztria, Stájerország, Morvaország és Magyarország területén. E metszetek gyakran ezeknek a helyeknek legrégebbi fennmaradt illusztrációi. Ausztria egyik legjelentősebb térképésze és topográfusa volt.

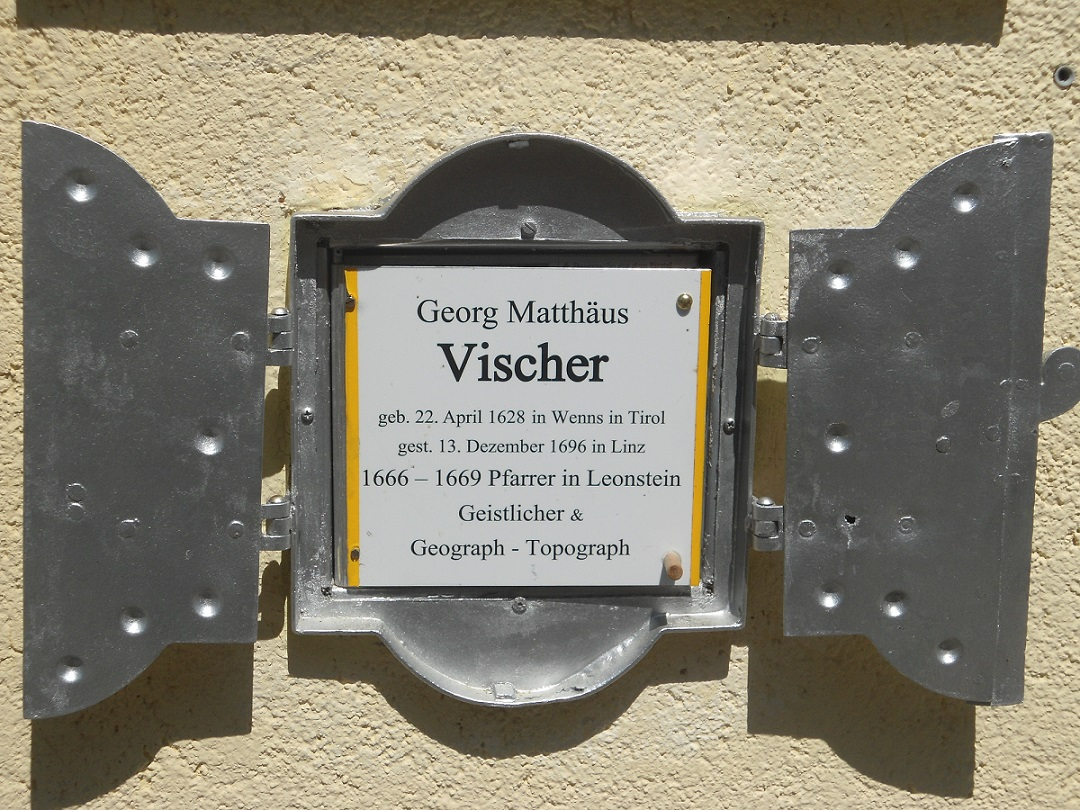
Vischer emléktáblája a leonsteini temető falán

## Élete
Vischer paraszti származású volt, néhány évig Stams falu kolostori iskolájába járt, de azt családja kedvezőtlen anyagi helyzete miatt otthagyta. 15 évesen katonaként a harmincéves háború utolsó szakaszában Johann von Sporck tábornok alatt szolgált Svábországban.
1648-ban visszatért Stamsba. Elvetélt noviciátusa utáni élete eseményeit nem lehet teljesen rekonstruálni. Mindenesetre több évig dolgozott plébánosként (a Steyr-völgyi Grünburg melletti Leonsteinben és Bécsben), de többnyire „szabadúszó” térképészként. Földmérési ill. térképészeti szaktudásának megszerzési módja tekintetében hiányzik minden adat. Hamarosan térképeket, erődített helyeket, várakat rajzolt különféle impozáns kivitelben. Szakterületén új mércét állított fel: kora legmodernebb földmérő berendezéseit használta, és maga is bejárta az országot. Szakértelmét határhúzásban és határvitákban egyöntetűen elismerték, nagyra értékelték.

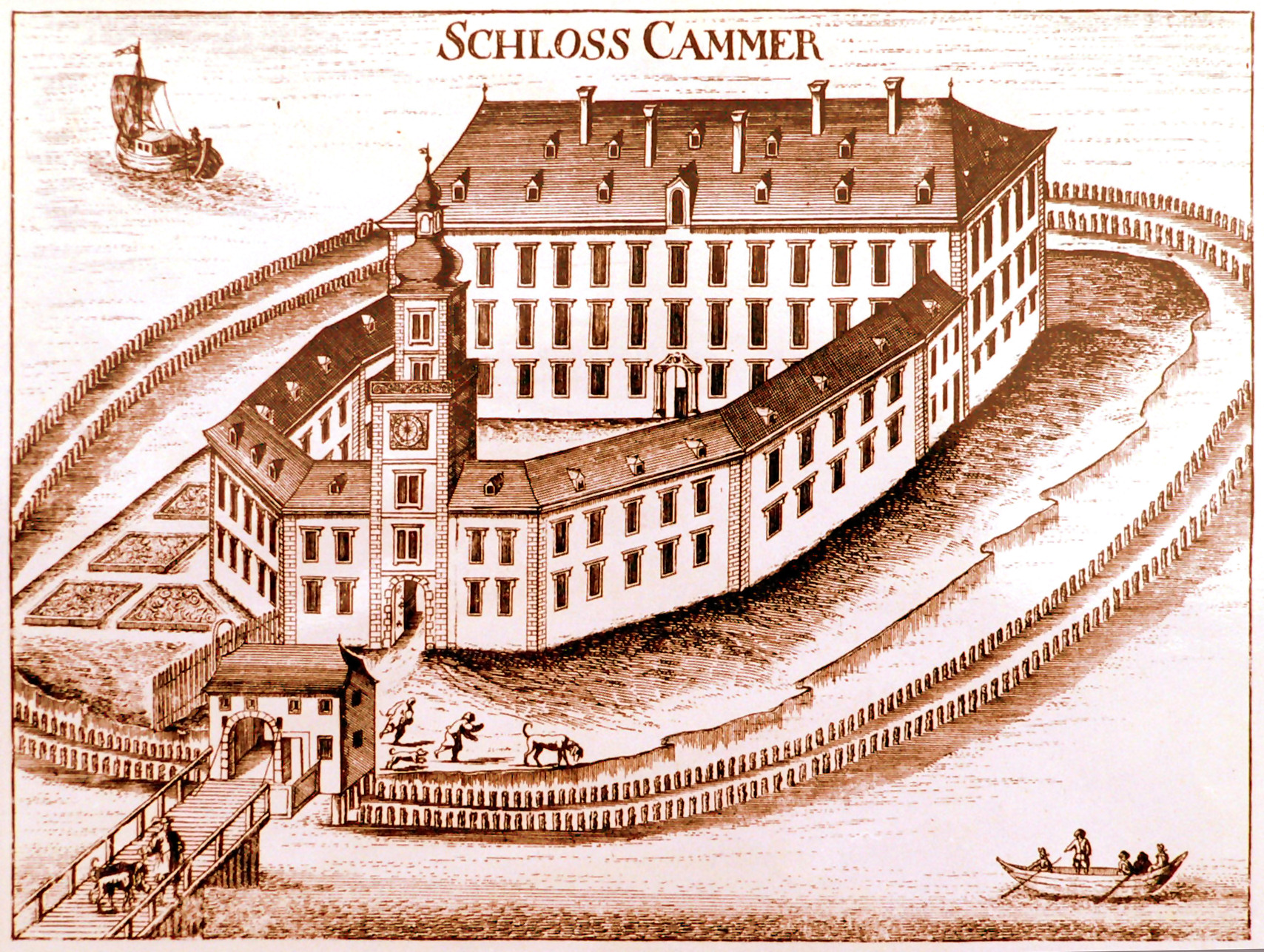
Vischer metszete a Schloss Kammer am Attersee-ről, 1672

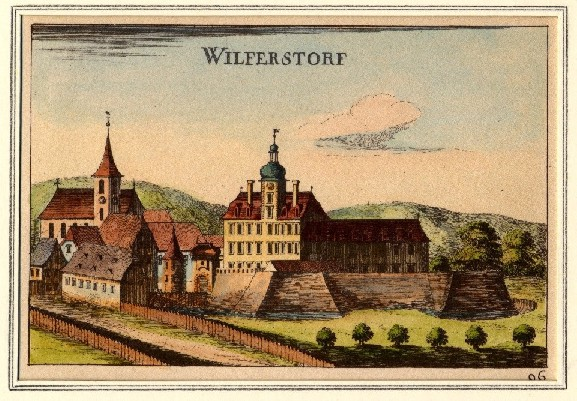
A wilfersdorfi kastély színes metszete

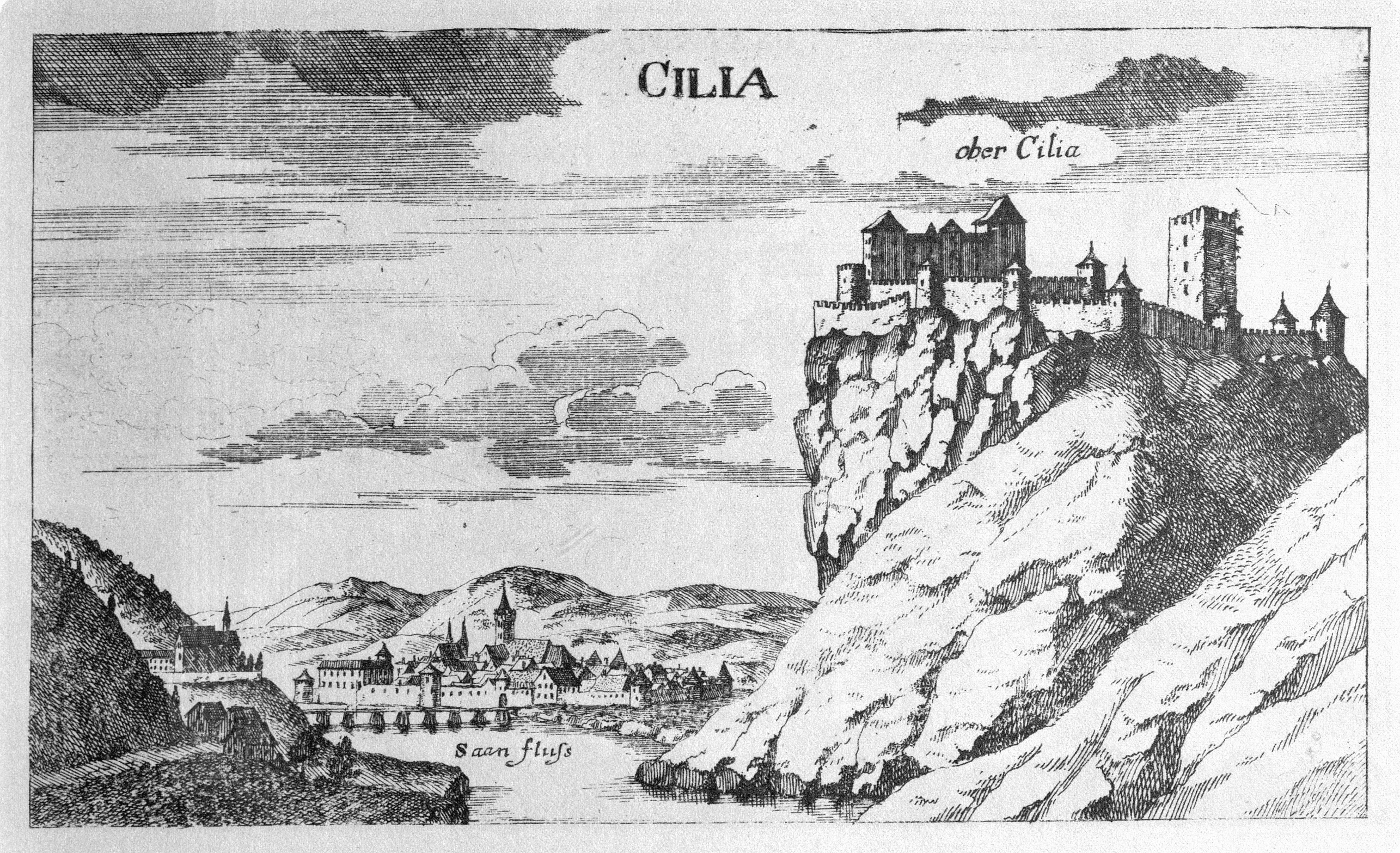
Cilli, Topographia Ducatus Stiriae, Graz, 1681

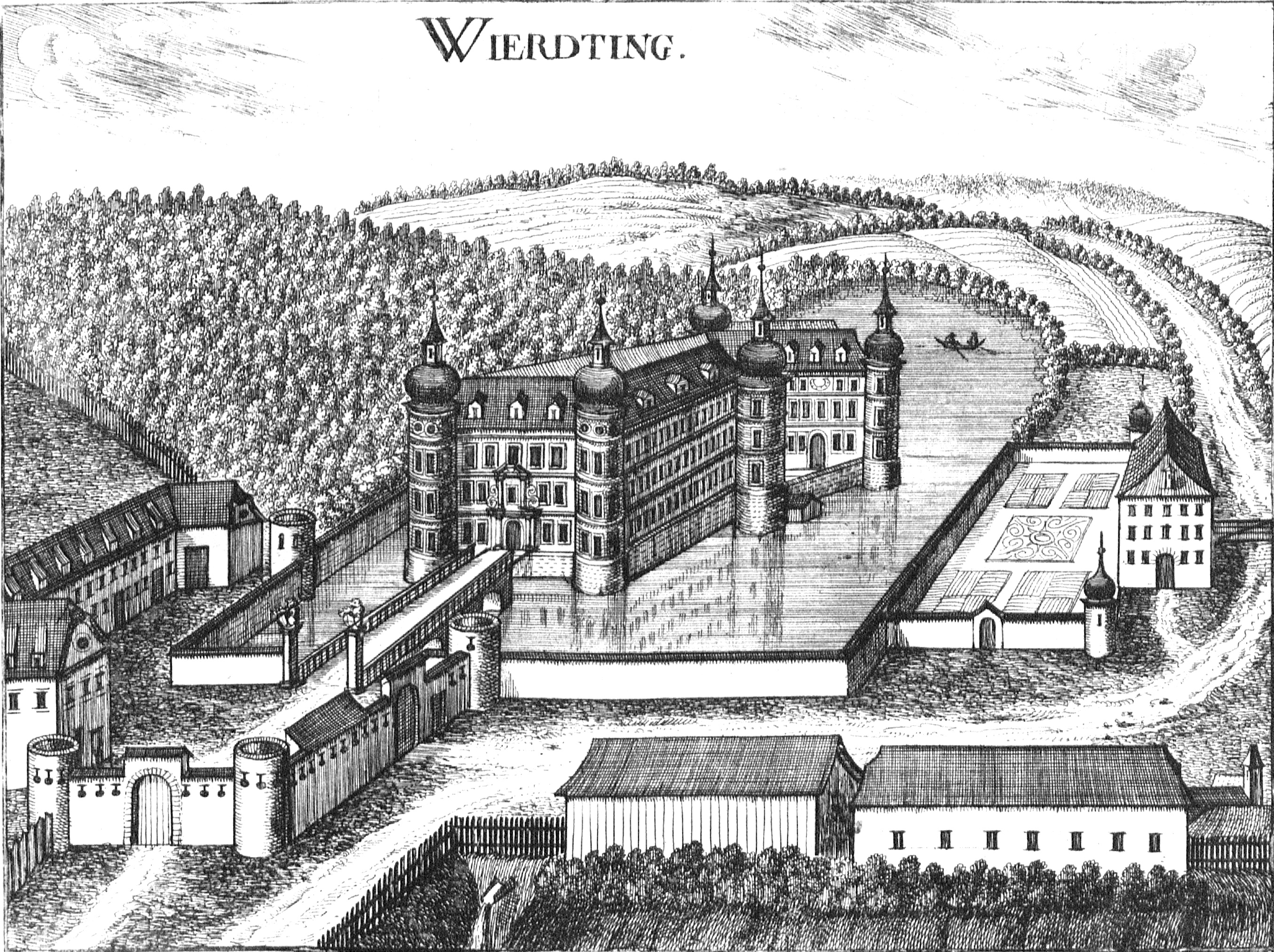
A Würting-kastély, Topographia Austriae superioris modernae, 1674

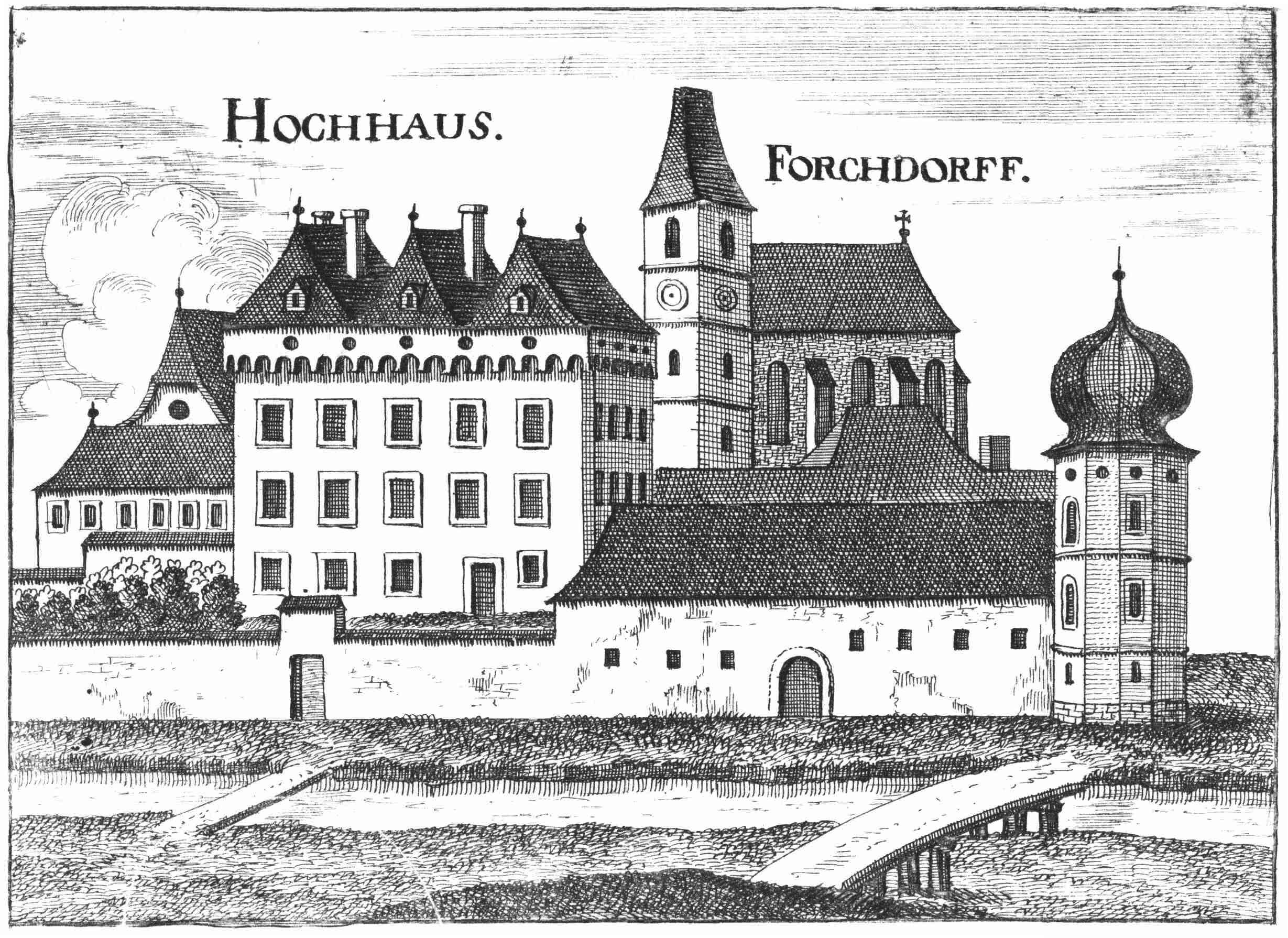
Metszete Vorchdorf váráról, 1674

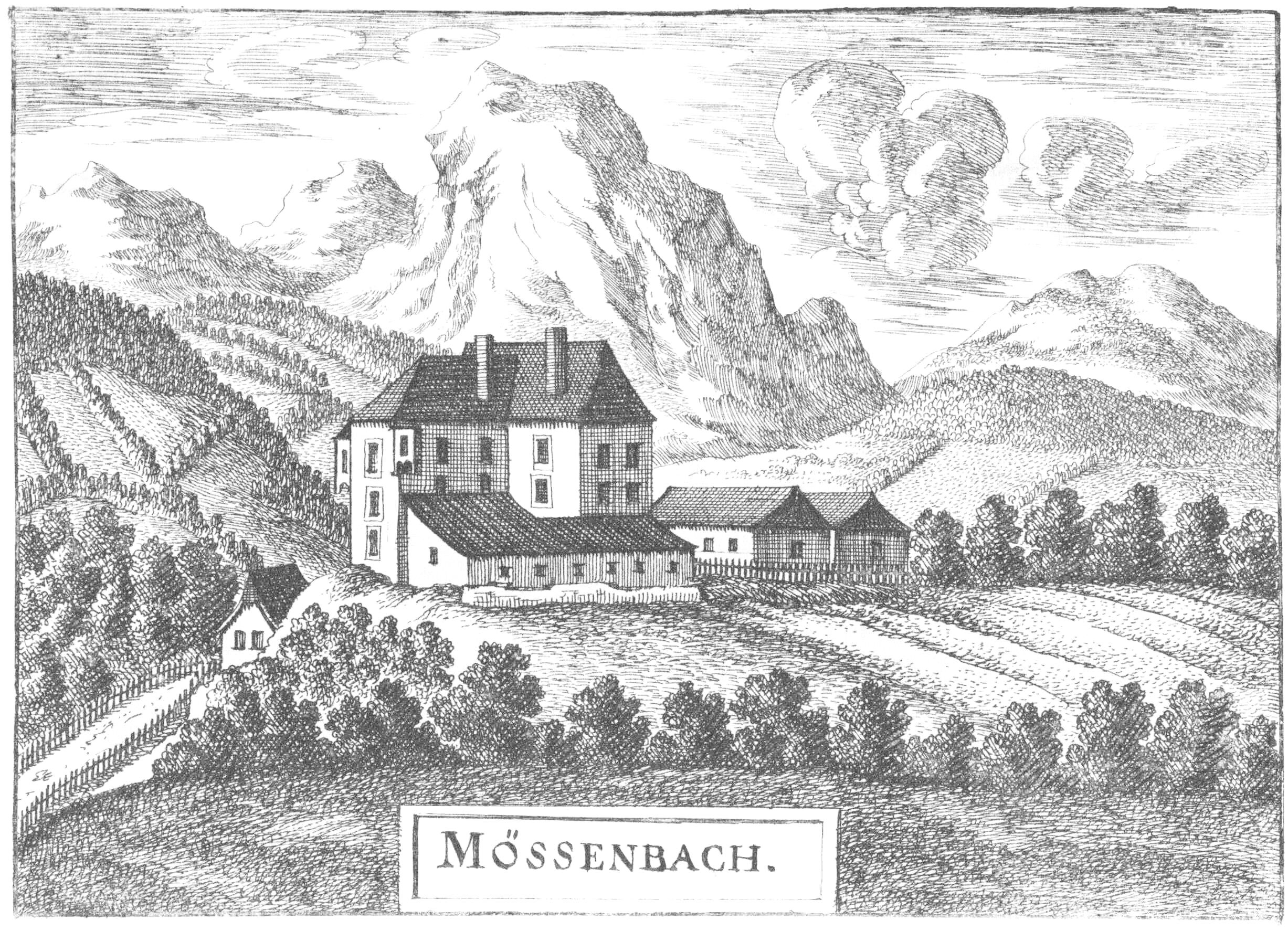
Metszete a Messenbach-kastélyról, 1674

Miután 1667-ben megkapta és sikeresen elvégezte a felső-ausztriai birtokok állami felmérésére vonatkozó megbízást, 1669. április 16-án az alsó-ausztriai birtokosok is megrendeltek egy térképet 3600 guldenért, amely már 1670-ben megjelent, szintén Melchior Küsell metszetével.
Topographia archiducatus Austriae Inferioris modernae 1672 című atlasza volt az első ilyen mű megjelenési évét tekintve. A felső-ausztriai helyek felvétele a Topographia Austriae superioris modernae-ben (1674-ben jelent meg) korábbra datálhatók, az alsó-ausztriai látképek (veduták) valószínűleg az 1670/71-es, viszonylag rövid időszakban készültek.
A bevezető szerint a topográfia célja a politika, a katonaság és az üzleti élet szereplőinek, valamint az utazóknak szól, akiket mint meghatározott célcsoportokat érdemes rávenni a vásárlásra, illetve „gyakorlati” érdekeiket kell figyelembe venni.
A munka úgy épül fel, hogy a bevezető után az egyes alsó-ausztriai kerületek, mindegyik kerületi térképpel kezdődően, kettős nézet formájában, ábécé sorrendben (réztáblánként kettő = egy könyvoldalon) jelennek meg. A Bécsi-erdővel kezdődik (beleértve Bécset is), folytatódik a mostani Mostviertellel, majd Weinviertellel, és a Waldviertellel („Viertl ob Mannhartsberg”) végződik. A munka végén van egy regiszter, amely nemcsak az adott helyek (látképek) megkeresésére szolgál, hanem a „körzethez” és az adott uradalomhoz való hozzárendelést is mutatja.
A városképek magukon feltüntetik az adott település nevét, de nincs külön felirat rajtuk. Néhány nézetben többnyire szerkezeti részletek pontosabb leírása található, amelyek azonban közvetlenül is beépülnek a képbe. Alsó-Ausztria domborzatának alig több mint 500 képe közül szinte mindegyiket maga Vischer rajzolta meg, de a metszetkészítőkről és a munkához való hozzájárulásukról szinte semmit sem tudunk.
Sikerei ellenére Vischer élete utolsó részében egyre gyakrabban került anyagi nehézségekbe, és halála évében kénytelen volt eladni könyveit, meglévő „rezét” (nyomólapjait) és hangszereit. Elszegényedve halt meg, temetési helye ismeretlen. Eredményeiröl ma bemutatóteremben emlékeznek meg az alsó-ausztriai Raabs an der Thaya melletti Kollmitz romvárban.
Művének alsó-ausztriai részét Anton Leopold Schuller fakszimile nyomtatványként adta ki újra Grazban 1976-ban Georg Matthaeus Vischer nevében, Topographia archiducatus Austriae Inferioris modernae 1672 címen.

## Művei
- Archiducatus Austriae Superioris Descriptio facta Anno 1667 . Augsburg, 1669 [7]
- Archiducatus Austriae Inferioris Accuratissima Geographica Descriptio. Bécs, 1670
- Topographia Austriae superioris modernae, Augsburg, 1674 (Rézmetszetek Felső-Ausztriához tartozó városokról és kúriákról, online: univie.ac.at, landesbibliothek.at)
- Archiducatus Austriae Inferioris Accuratissima Geographica Descriptio. Augsburg/Bécs 1670 (online az univie.ac.at címen) Archiducatus Austriae Inferioris Geographica et Noviter Emendata Accuratissima Descriptio. 2. kiadás. Bécs, 1697
- Topographia archiducatus Austriae Inferioris modernae 1672. Bécs, 1672 (1. és 2. kötet az univie.ac.at címen)
- Topographia Ducatus Stiriae. Graz, 1681
- Ausztria és Morvaország vitatott határának vázlata Drosendorf és Frain uradalmakra vonatkozóan. Bécs 1672–1676 (GND munkaadatsor és bejegyzések az Alsó-Ausztriai Állami Könyvtár katalógusában a térképek illusztrációival)
- Mappa Ausztria és Morvaország vitatott határáról, Hagenberg és Kadolz uralmáról Ausztriában, de Joslowitz Morvaországban. Bécs 1674–1676 (GND munkaadat-nyilvántartás és bejegyzések az Alsó-Ausztriai Állami Könyvtár katalógusában a térképek illusztrációival)

## Fordítás
Ez a szócikk részben vagy egészben  a   Georg Matthäus Vischer című német Wikipédia-szócikk ezen változatának fordításán alapul.  Az eredeti cikk szerkesztőit annak laptörténete sorolja fel. Ez a jelzés csupán a megfogalmazás eredetét és a szerzői jogokat jelzi, nem szolgál a cikkben szereplő információk forrásmegjelöléseként.